# Moritz G. Melchior
Moritz Gerson Melchior (22. juni 1816 i København – 19. september 1884 smst) var en dansk handelsmand og skibsreder. Han var bror til Israel B. Melchior og Moses Melchior.

## Ungdom
Moritz G. Melchior var søn af grosserer Gerson Melchior og Birgitte f. Israel og blev født i København. Bedstefaderen Moses Melchior, der var indvandret fra Hamborg, havde bosat sig i København 1760, hvor han grundlagde handelshuset Moses & Søn G. Melchior. Efter hans død i 1817 overtog sønnen Gerson i forening med sine to ældste sønner ledelsen i firmaet. Det var allerede da et af de mest betydningsfulde handelshuse i landet. Firmaet omfattede skibsredervirksomhed og oversøisk handel, navnlig på St. Croix. 
Efter sin konfirmation blev Melchior ansat i faderens forretning, og i 1840 fik han titel som grosserer og blev optaget i firmaets ledelse. Da den ene af hans ældre brødre allerede var død 1834, og den anden så vel som faderen var svagelig, fik han allerede tidligt en væsentlig rolle i forretningens ledelse. Broderen døde 1843 og faderen 1845, og Moritz Melchior var nu eneindehaver af den omfattende forretning. Kort efter indtrådte hans yngre broder Moses Melchior i ledelsen. Efter Moritz Melchiors død fortsatte Moses Melchior forretningen sammen med Moritz' søn Carl Henriques Melchior. En kortere tid var også den yngste broder, Israel Melchior, knyttet til forretningen.

## Handelsmand
Handelshusets virksomhed fortsatte i den traditionelle stil med stadigt voksende omsætninger, og det have sæder i København og Vestindien. Firmaet drev omfattende handel med egne skibe mellem Europa og de vestindiske øer, og ledernes dygtighed viste sig navnlig i at fortsætte traditionen og udvide forretningen trods stærkt forandrede forhold i verdenshandelen. Firmaet hørte til de yderst få københavnske handelshuse fra det 18. århundrede, der fortsat i det 19. århundrede kunne hævde stillingen blandt byens største og mest ansete forretninger. 
I 1853 forsøgte man sig med en dristig udvidelse af forretningen, idet man oprettede en filial i Melbourne, der var baseret på udførsel af danske landbrugsprodukter til Australien. Efterhånden som det australske landbrug udviklede sig, fik denne udførsel mindre betydning, og filialen blev nedlagt i 1862.

## Tillidshverv og politisk karriere
Ved siden af ledelsen af sin omfattende forretning spillede Moritz Melchior på forskellige måder en betydelig rolle i handelsverdenen og i Københavns borgerlige liv. Ved sin dygtighed og sit humane sindelag, der gjorde, at han i handelsforhold lige så meget havde blikket rettet på det almene vel som på sine personlige interesser, opnåede han flere tillidsposter. Fra 1849 til sin død var han medlem af Grosserer-Societetets komité, og fra 1873 var han komiteens formand. I denne egenskab arbejdede han for dannelsen af Fællesrepræsentationen for den danske Handelsstand; han ledede kort før sin død det første møde i denne sammenslutning. 
Endvidere medvirkede han som medlem af Grosserer-Societetets komité ved købet af børsbygningen (1855) og dens ombygning. Han var medlem af Sø- og Handelsretten fra dens oprettelse i 1862 til 1883, og i perioden 1851-69 var han borgerrepræsentant; efter sin afgang her fortsatte han som medlem af Københavns Havneråd, hvortil han var blevet valgt i 1859. Blandt de af Borgerrepræsentationens arbejder, som han har haft en større andel i, kan fremhæves omordningen af Københavns Politi. 
Han var også medlem af adskillige kommissioner vedrørende lodsvæsen, sukkerbeskatning, skibsfartsforhold osv. I 1861 var han medstifter af Frihandelsforeningen og blev valgt til dens formand. Fra denne stilling trak han sig dog snart tilbage, da han var uenig med flertallet i bestyrelsen om dens politik. Han var medstifter af Privatbanken (1857) og havde sæde i dennes bestyrelse fra stiftelsen til sin død, fra 1876 som dens næstformand. 
Moritz Melchior var endvidere medlem af repræsentantskabet for Det mosaiske Troessamfund i København i perioden 1849-52, det sidste år som dets formand.
Fra 1866 til 1874 var Melchior medlem af Landstinget uden dog at komme til at spille nogen større politisk rolle. Dette skyldtes blandt andet, at de større politiske spørgsmål, som var aktuelle på det tidspunkt, ikke interesserede ham tilstrækkelig. Desuden skulle han ikke være særligt veltalende, lige som han heller ikke besad evnen til at klare sig i diskussioner, en mangel, der ikke blev forbedret ved, at han var temmelig tunghør. Melchior udnævntes 1876 til etatsråd. 

## Egenskaber og privatliv
Såvel i sit offentlige som i sit private liv var Melchior en særdeles afholdt og sympatisk personlighed. Han havde et rygte for at være beskeden, og skønt han havde held i de fleste af sine forehavender, havde var han også i visse situationer kendt for at mangle tilstrækkelig energi og skarphed, når der skulle gennemføres vigtige beslutninger. 
Personligt viste han stor offervillighed over for de krav, han blev stillet overfor. Moritz Melchior blev 17. juni 1846 gift med sin kusine Dorothea Henriques (16. februar 1823 – 16. februar 1885), datter af vekselerer Ruben Henriques. Ægteparret førte et særdeles gæstfrit hus, såvel i deres hjem i København som på deres landsted Rolighed ved Kalkbrænderierne på Østerbro. Dette illustreres for eksempel af, at der ofte samlede sig en stor kreds af kunstnere og forfattere hos dem. Blandt dem, der hørte til familiens hyppige gæster, og som en, der var meget nært knyttet til den, kan nævnes H.C. Andersen, der ofte om sommeren boede på Rolighed, hvor han også tilbragte sine sidste levedage. 
Ved sin død havde Melchior oprettet Moritz G. Melchior og Hustrus Legat som testamente.